# Mir Qasim

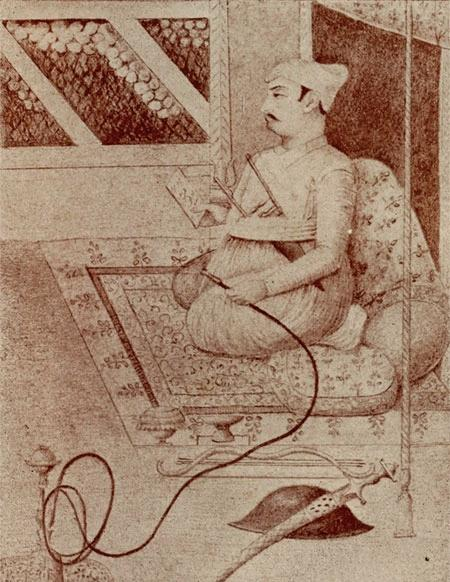
Afbeelding van Mir Qasim uit de tentoonstelling in het Victoria Memorial te Kolkata.

Mir Qasim Ali Khan (±1730 - Kotwal (Delhi), 8 mei 1777) was nawab van Bengalen tussen 1760 en 1764. Mir Qasim werd door de Britse East India Company op de troon van Bengalen gezet nadat zijn schoonvader, Mir Jafar, geen geschikte marionet was gebleken. Mir Qasim schikte zich ook niet in die rol en verbond zich met de nawab van Avadh en de Mogolkeizer om zich van de Britten te ontdoen. De gecombineerde strijdmacht van de Indiase heersers werd echter verslagen in de slag bij Buxar, waarna Mir Jafar op de Bengaalse troon hersteld werd.

## Regering
Mir Qasim was getrouwd met een dochter van Mir Jafar, de nawab van Bengalen. Zijn grootvader was Mir Imtiaz Khan Bahadur, een subehdar (gouverneur) van Gujarat. Mir Jafar kwam in Bengalen aan de macht kwam door tijdens de slag bij Plassey (1757) over te lopen naar de Britten, die hem in ruil als nawab aanstelden. Mir Jafar nodigde de Nederlandse V.O.C. uit zich in Bengalen te vestigen, ogenschijnlijk met de bedoeling de Nederlanders tegen de Britten op te zetten. De Britten wisten de Nederlanders echter te verdrijven en besloten dat Mir Jafar niet langer een betrouwbare bondgenoot was. In maart 1760 werd Mir Jafar afgezet en zijn schoonzoon tot nieuwe nawab benoemd. Omdat deze benoeming officieel door Mogolkeizer Shah Alam II moest geschieden reisde Mir Qasim naar Patna, om daar op 12 maart 1761 door de keizer in zijn ambt bevestigd te worden. In Bihar begon hij een strijdmacht te verwerven, met als doel zijn machtsbasis te verstevigen. Met ditzelfde doel verplaatste hij zijn hoofdstad van Murshidabad naar Munger in Bihar.
De Britten waren na 1757 uitgezonderd van belastingheffing. Dit leidde tot klachten van inheemse handelaren, die oneerlijke concurrentie ervoeren. De Britse gouverneur van Bengalen, Henry Vansittart, reisde naar Munger om met Mir Qasim tot een vergelijk te komen. Er werd een verdrag gesloten dat in gelijke rechten voor alle handelaren voorzag, maar de Calcutta Council weigerde dit door te voeren. Mir Qasim schafte daarop de belasting geheel af. Hij liet zijn troepen Patna innemen, waarbij een Brits regiment onder Ellis William gevangen werd genomen.
De Britten verklaarden Mir Qasim op 7 juli 1763 de oorlog en plaatsten Mir Jafar terug op de troon. Het kwam gedurende de zomer tot verschillende schermutselingen, waarbij de Britten geleidelijk terrein op Mir Qasim veroverden. Mir Qasim liet op 5 oktober zijn Britse krijgsgevangenen executeren, waaronder Ellis William. Ten slotte viel Patna op 6 november. Mir Qasim vluchtte naar Avadh, waar hij verwelkomd werd door nawab Shuja-ud-Daula. Een gezamenlijke strijdmacht van Avadh, Bengalen en de Mogolkeizer werd echter op 23 mei 1764 in de slag bij Buxar verslagen door een Brits leger onder generaal Hector Munro. De Mogolkeizer Shah Alam II besloot zich tot de Britten te keren om te onderhandelen, terwijl Shuja-ud-Daula en Mir Qasim naar Avadh vluchtten. In februari 1765 namen de Britten Allahabad in, waarna Shuja-ud-Daula gedwongen was te onderhandelen en de vrede te tekenen. Mir Qasim kon daarna niet langer op steun van Avadh rekenen; hij werd verjaagd en de schatten die hij op zijn vlucht had meegenomen werden door Shuja-ud-Daula geconfisqueerd.
Na omzwervingen over Gwalior, Rohilkhand en Jodhpur stierf Mir Qasim uiteindelijk in 1777 in Kotwal bij Delhi.